# Rytjärnen (Hede socken, Härjedalen, 691761-136702)
Rytjärnen är en sjö i Härjedalens kommun i Härjedalen och ingår i Ljusnans huvudavrinningsområde. Sjön har en area på 0,0575 kvadratkilometer och ligger 692,1 meter över havet.

## Delavrinningsområde
Rytjärnen ingår i det delavrinningsområde (691718-136623) som SMHI kallar för Mynnar i Lill-Rånden. Medelhöjden är 746 meter över havet och ytan är 6,82 kvadratkilometer. Det finns inga avrinningsområden uppströms utan avrinningsområdet är högsta punkten. Vattendraget som avvattnar avrinningsområdet har biflödesordning 4, vilket innebär att vattnet flödar genom totalt 4 vattendrag innan det når havet efter 327 kilometer. Avrinningsområdet består mestadels av skog (78 procent). Avrinningsområdet har 0,06 kvadratkilometer vattenytor vilket ger det en sjöprocent på 0,8 procent.